# 사곡역
사곡역(Sagok station, 沙谷驛)은 경상북도 구미시 사곡동에 있는 경부선의 철도역이다.
사곡역은 원래 경부선 건설 계획에는 없었던 역이지만 인근 주민들의 요청으로 1965년에 영업을 시작하였다. 박정희 전 대한민국 대통령의 고향인 상모동과 인접한 곳으로, 박정희 대통령 생가는 이 역 남쪽으로 내려가야 나온다. 박정희 대통령의 재임 당시에는 고향방문열차가 정차하기도 하였다. 무배치간이역으로 격하된 후에는 역사(驛舍)의 벽체를 철거하고 기둥과 지붕만 남긴 채 간이역으로 영업해 왔으며, 무궁화호가 상행 2편, 하행 3편씩 정차했다.
대구권 광역전철(대경선)의 건설이 최종 확정되자, 역사를 신축하기 위해 2020년 4월 10일부터 여객 취급을 잠시 중지하고 철거했다. 역사 신축과 함께 2024년 12월 14일 대경선 광역전철이 개통하여 전철 전용역으로 재편했다. 역사를 신축하면서 상모사곡화성파크드림 방향으로 2번 출구를 추가했으며, 중앙에 있는 통로를 통해 1번 출구와 2번 출구를 오고가는 형태로 되어 있다.
그리고 사곡역은 대경선 광역전철의 정차역 중 유일하게 반대편 승강장으로의 횡단이 가능한 역이다.

## 연혁
- 1961년 8월 26일: 주민들이 구미~약목 구간은 경부선상 역간 최장 구간(12.3 km)으로 당시 지역 주민 16,000여 명들의 편의를 위해 역을 설치해 줄 것을 요청하는 진정서를 국가재건최고회의 교통부에 제출하였으나, 지리적 여건의 이유로 불가하다고 회신.
- 1964년 10월 3일: 청와대와 철도청 등에 구미읍 37개 부락 대표 연명으로 2차 진정서를 제출함. 이후 대전철도국 운수과에서 타당성 조사를 시작함.
- 1965년 6월 1일: 간이역 설치를 주민이 부담한다는 조건 하에 사곡역 설치를 허가함.
- 1965년 8월 1일~9월 1일: 주민들이 등짐, 우마차 등을 이용하여 승강장을 조성함(연인원 3,500여 명, 조성 당시 승강장의 규모는 길이 360 m, 폭 2 m, 경사는 40도, 높이는 10 m).
- 1965년 12월 10일: 역원 무배치간이역으로 영업을 시작.
- 1967년 5월 30일: 역사 착공.
- 1967년 7월 1일: 역원 배치 간이역으로 격상됨.[2]
- 1969년 6월 29일: 역사 신축 준공.
- 2000년 12월 1일: 무배치간이역으로 격하 및 에드몬슨 승차권 발매 중단.
- 2014년 5월 1일: 충북종단열차 운행 개시
- 2020년 4월 10일: 역사 신축을 위해 여객 취급 중지[3]
- 2024년 12월 14일: 신 역사 완공, 대경선 개통 및 전철전용역 전환

## 승강장
| ↑구미 |
| \| 2  |
| 왜관↓ |

| 1 | 경부선 | ● 대경선 | 구미 방면                 |
| 2 | 경부선 | ● 대경선 | 대구 · 동대구 · 경산 방면 |

## 역 주변
| 나가는 곳 | 방면         |
| --------- | ------------ |
| 1         | 사곡초등학교 |
| 2         | 화성파크드림 |

## 인접한 역
| 대경선 (경부선) | 대경선 (경부선) | 대경선 (경부선)     |
| --------------- | --------------- | ------------------- |
| K110 구미 방면  | ● 대경선        | K113 왜관 경산 방면 |